# Tomaszów Lubelski
Tomaszów Lubelski – miasto w województwie lubelskim, siedziba powiatu tomaszowskiego oraz gminy wiejskiej Tomaszów Lubelski. Leży na Roztoczu Środkowym, nad Sołokiją.
Według danych GUS z 31 grudnia 2020 r. Tomaszów Lubelski liczył 18 783 mieszkańców.
W mieście funkcjonuje przemysł środków transportu, spożywczy (przetwórstwo owoców i warzyw). Węzeł dróg wojewódzkich nr 850 oraz nr 853, a także drogi krajowej nr 17. Miasto jest bazą wypadową na Roztocze.
Tomaszów Lubelski leży na historycznej Rusi Czerwonej, w dawnej ziemi bełskiej, stanowiącej wcześniej księstwo bełskie. Prywatne miasto szlacheckie lokowane w 1621 roku. W XVI wieku położone było na terenie województwa bełskiego.

## Położenie
Według danych z roku 2002 Tomaszów Lubelski zajmuje obszar 13,33 km², w tym:
- użytki rolne: 48%
- użytki leśne: 9%.

Miasto stanowi 0,9% powierzchni powiatu. Miasto otacza (sąsiaduje) gmina wiejska Tomaszów Lubelski.
W latach 1975–1998 miasto administracyjnie należało do województwa zamojskiego.

## Historia[7]

### Początki miasta Tomaszów
Początki miejscowości sięgają końca XVI w., kiedy to z inicjatywy kanclerza wielkiego koronnego Jana Zamoyskiego powstała nad rzeką Sołokiją osada zwana – od herbu Zamojskich – Jelitowem. W 1613 została przemianowana na Tomaszów na cześć syna Zamoyskiego, Tomasza. Jej dalszemu rozwojowi sprzyjało korzystne położenie na szlaku handlowym łączącym centrum kraju z południowo-wschodnimi kresami. Już przed lokacją mieszkało w niej około 400 rodzin.
W 1621 osada uzyskała od Tomasza Zamoyskiego prawa miejskie, co zostało zatwierdzone przez króla Zygmunta III Wazę, który nadał też miastu ważny wówczas przywilej: prawo składowania soli. Od tamtej pory nastąpił szybki rozwój miasta, które ok. 1630 miało już prawie 4 tys. mieszkańców i kilka cechów rzemieślniczych.
Rozwój został zahamowany w połowie XVII w. na skutek wojen ze Szwedami i z wojskami Chmielnickiego a panujące wówczas epidemie przetrzebiły mieszkańców miasta. Walki o sukcesję po zmarłym w 1665 III ordynacie zamojskim Janie pogorszyły tylko sytuację; w 1676 starosta jasielski Tomasz Brodecki splądrował miasto. W tym czasie w Tomaszowie jednak stale przybywało ludności żydowskiej. Pod koniec XVII w. Żydzi stanowili już około 50% ludności. Trudnili oni się głównie handlem.
W II połowie XVIII w., w wyniku I rozbioru Polski w 1772 r., Tomaszów znalazł się przejściowo pod jurysdykcją austriacką (zaborem). Miasto zostało w dużej mierze zniszczone na skutek pożaru, który wybuchł w 1775. Pod koniec XVIII w. Andrzej Zamoyski i jego syn Aleksander próbowali poprawić ekonomiczną kondycję dóbr ordynacji zamojskiej. W latach 1794–1830 w Tomaszowie istniała znana wytwórnia fajansów. W czasie, gdy trwały wojny napoleońskie, miasto zostało wyzwolone w 1809 roku i znalazło się na pewien czas w obszarze Księstwa Warszawskiego, a po kongresie wiedeńskim z lat 1814/1815 – w Królestwie Kongresowym pod panowaniem Imperium Rosyjskiego. Wskutek ostatniego zmieniły się również granice zaborów i Tomaszów znalazł się na terytorium zaborcy rosyjskiego w 1815 roku. Kilka kilometrów na południe od miasta przebiegała granica austriacka (Galicji), przez co Tomaszów stał się miastem granicznym.

### Czasy zaborów i powstań w Tomaszowie Lubelskim
W XIX w. podczas powstania listopadowego w Tomaszowie formowano pułk ochotniczy pod nazwą „Złota Chorągiew Wolności”, a w czasie powstania styczniowego miasto było siedzibą terenowych władz powstańczych, tzw. Tomaszowskiego Rządu Wolności.
20 stycznia 1863 Polacy w ramach powstania styczniowego zajęli ważny strategicznie Tomaszów.
Cztery dni później wkroczył do miasta rosyjski oddział płk. Emanowa. Oddział ten 5 lutego 1863 dokonał rzezi mieszkańców Tomaszowa Ordynackiego. 19 lutego 1863 przeprowadzono ekshumację ofiar rzezi. Komisja stwierdziła, że w jej skutku śmierć poniosło 23 mieszkańców Tomaszowa, zastrzelonych z broni palnej, zarąbanych szablami, zakłutych bagnetami, a niektóre z ofiar miały odcięte palce u rąk podczas rabunku pierścieni przez Kozaków. Zginął także dr Żelkowski, którego ciało zabójcy wrzucili do płonącego domu oraz Żydówka, Ruchla Malarzowa, zmarła w wyniku odniesionych ran. 
Po upadku powstania styczniowego nastąpiła silna rusyfikacja Tomaszowa Lubelskiego i okolic.
Od 1866 Tomaszów nie był już miastem należącym do ordynacji. W 1867 został siedzibą władz powiatowych. W 1867 miasto liczyło zaledwie 3614 ludzi. W II połowie XIX wieku rozwój miasta przyśpieszył i w Tomaszowie w 1890 mieszkało już 7277 osób.
W XIX wieku rezydował tu garnizon straży granicznej, liczący pod koniec wieku 400 ludzi i 300 koni.

### I wojna światowa w Tomaszowie Lubelskim
W 1915, podczas I wojny światowej, w okolicach Tomaszowa doszło do bitwy wojsk rosyjskich z austriackimi. Ostatecznie w czerwcu 1915 roku z miasta wycofały się wojska zaborcy rosyjskiego, a w zamian wkroczyły austriackie, co zakończyło rosyjskie panowanie w Tomaszowie Lubelskim. 

### Okres międzywojenny i odrodzona Polska
Po odzyskaniu niepodległości i wojnie polsko-bolszewickiej miasto odwiedził marszałek Józef Piłsudski. Nastąpił rozwój gospodarczy i kulturalny miasta, rozbudowano szpital, powstały hale targowe, budynek sejmiku powiatowego i gimnazjum. Wychodziła lokalna gazeta samorządowa „Ziemia Tomaszowska”.
W tamtym czasie większość mieszkańców miejscowości stanowili Żydzi. W 1921 roku było to 65%, a w 1931 54% populacji.

### II wojna światowa w Tomaszowie Lubelskim

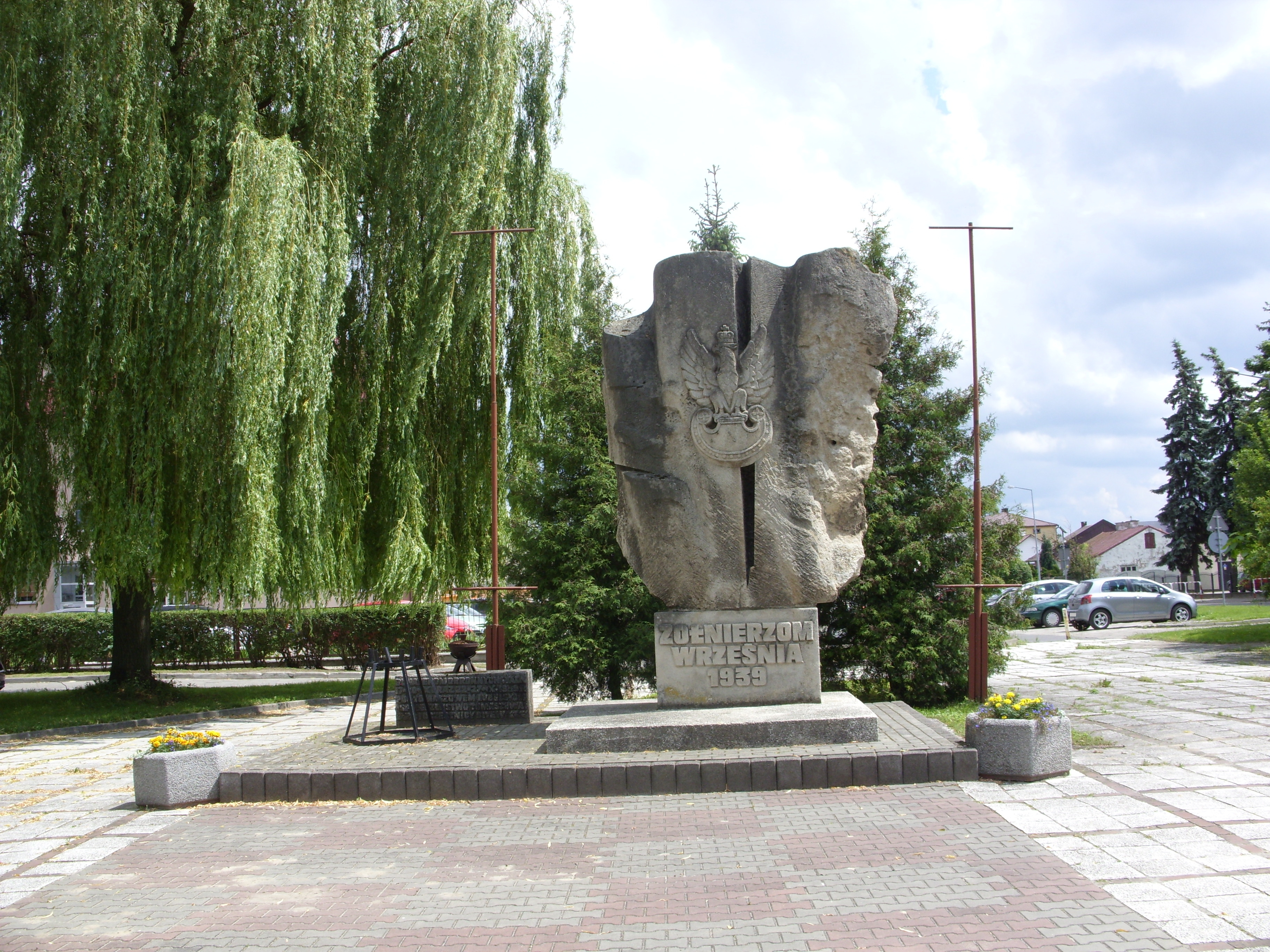
Pomnik w Tomaszowie Lubelskim Żołnierzom Września 1939, uczestnikom bitew pod Tomaszowem Lubelskim

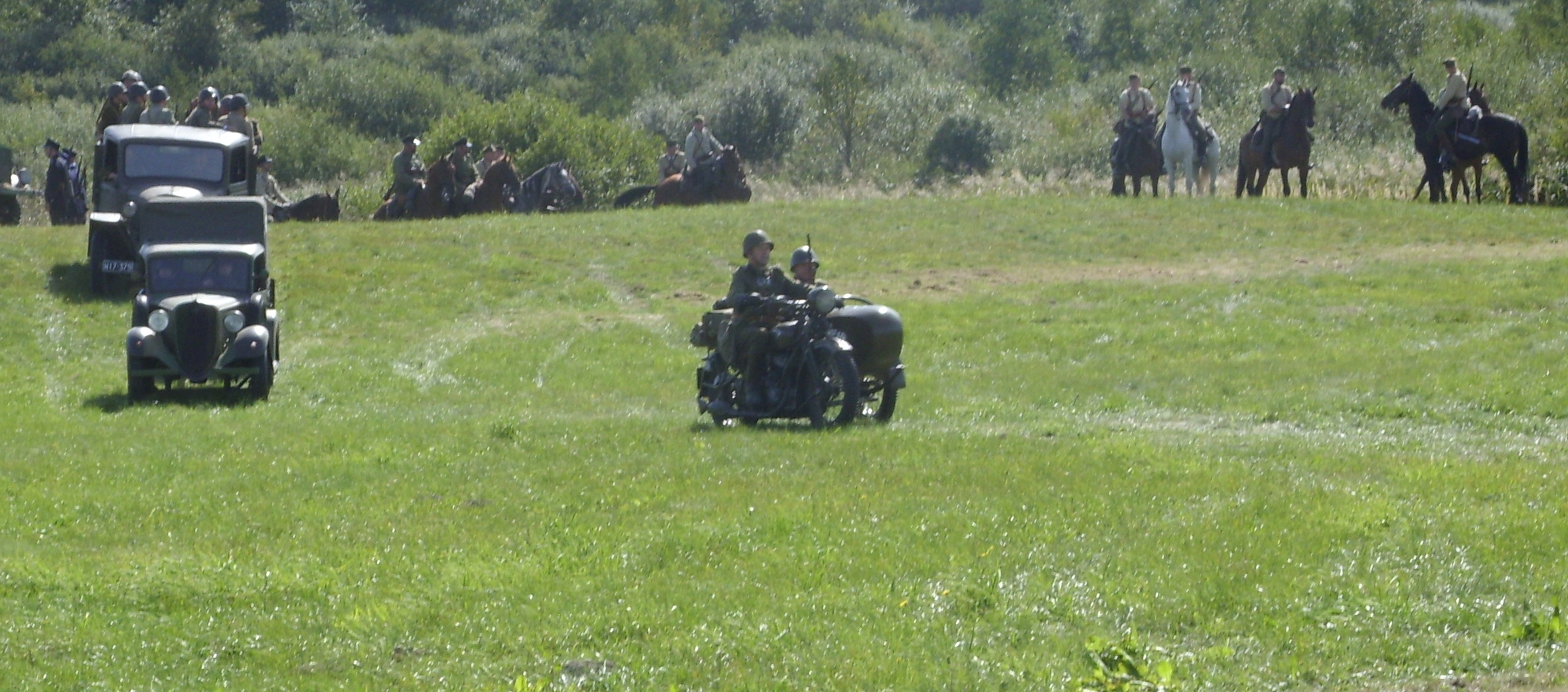
Rekonstrukcja bitew pod Tomaszowem Lubelskim z II wojny światowej

7 września 1939, tuż po rozpoczęciu II wojny światowej miasto poniosło znaczne straty w wyniku niemieckiego bombardowania. W dniach 17–20 września 1939 zjednoczone Armie „Kraków” i „Lublin” pod dowództwem gen. Tadeusza Piskora stoczyły pod Tomaszowem bitwę z wojskami niemieckimi zakończoną kapitulacją sił polskich. Spóźniona odsiecz wojsk dowodzonych przez gen. Stefana Dąb-Biernackiego także skapitulowała 27 września.
Miasto znalazło się pod okupacją niemiecką, podczas której wymordowano prawie połowę mieszkańców. W tym okresie tomaszowianie brali udział w walkach z Niemcami, zarówno w otwartych bitwach (pod Wojdą w 1942, pod Zaborecznem w 1943), jak i w działaniach partyzanckich.
Podczas okupacji hitlerowskiej, w 1941 roku Niemcy utworzyli getto dla żydowskich mieszkańców. Przebywało w nim około 1500 Żydów. W lecie 1942 roku zostali wywiezieni do getta w Cieszanowie, skąd 22 maja 1942 trafili do obozu zagłady w Bełżcu i tu zamordowani. Część żydowskich mieszkańców miasta została zamordowana w samym Tomaszowie, zarówno przed założeniem getta, jak i po jego likwidacji, w tym także ci, którzy się wcześniej ukrywali – ostatni mieszkań wyznania mojżeszowego został rozstrzelany w listopadzie 1943 roku.
22 lipca 1944 po zaciętych walkach przeciw wojskom niemieckim, w których brało udział zgrupowanie Armii Krajowej dowodzone przez ppłk. Wilhelma Szczepankiewicza oraz wojska 3 Gwardyjskiej Armii 1 Frontu Ukraińskiego Armii Czerwonej miast zostało zdobyte. W latach 1944–1956 w Tomaszowie funkcjonowało więzienie NKWD i UB nazywane „Smoczą Jamą”.
Po wojnie miasto odbudowano ze zniszczeń, a w latach 60. i 80. XX w. rozbudowywano, jednocześnie rozebrano m.in. hale targowe na rynku.
W 1977 uchwałą Rady Państwa na wniosek Biura Politycznego KC PZPR Tomaszów Lubelski został odznaczony Orderem Krzyża Grunwaldu II klasy za czynny udział w walce z hitlerowskim najeźdźcą i umocnienie władzy ludowej.
Tradycyjnie od kilkunastu lat w trzecią niedzielę września odbywają się uroczystości i rekonstrukcje bitew pod Tomaszowem Lubelskim.

## Zabytki
Lista zabytków chronionych prawem (rejestrowanych)
- układ urbanistyczny;
- kościół parafialny pw. Zwiastowania NMP – drewniany kościół parafialny z 1627 roku, przebudowany w 1727 r., w ołtarzu umieszczony jest obraz Matki Bożej Szkaplerznej; obok kościoła zabytkowa drewniana dzwonnica zrębowa z XVIII w. oraz cmentarz kościelny (ul. Królewska 1);
- cerkiew prawosławna pw. św. Mikołaja z 1889 roku (Rynek 13);
- grobowiec rodziny Bujalskich i Bohlenów z przełomu XIX/XX wieku, na cmentarzu parafialnym;
- willa z 1934 roku, obecnie stacja Sanepid (ul. Lwowska 51);
- budynek Wydziału Powiatowego Sejmiku Tomaszowskiego – budynek z 1925 roku, obecnie Urząd Stanu Cywilnego i Wydział Oświaty, Kultury, Sportu i Spraw Obywatelskich (ul. Lwowska 53);
- Dom Związku Ziemian, budynek z 1930 roku, obecnie sąd rejonowy (ul. Lwowska 55);
- „Herbaciarnia” – dom drewniany z 1895 roku na Rynku;
- szkoła, ob. II Liceum Ogólnokształcące, budynek wybudowany w latach 1923–1925 (ul. Żwirki i Wigury 3).

Lista zabytków nierejestrowanych:
- budynek Państwowej Szkoły Muzycznej.

Zabytki nieistniejące:
- synagoga w Tomaszowie Lubelskim;
- synagoga przy ul. Bożniczej.

## Turystyka
Atrakcje turystyczne:
- zabytki miasta
- plebania z połowy XIX w.
- Muzeum Regionalne im. Janusza Petera
- Izba Pamięci Terroru Komunistycznego
- cmentarz żydowski
- Rezerwat przyrody „Piekiełko”
- Rezerwat przyrody Biała Góra (wyciąg narciarski, konkursy zimowe).

## Demografia

### Liczba ludności
Dane na rok 2021:
| Opis                              | Ogółem | Ogółem | Kobiety | Kobiety | Mężczyźni | Mężczyźni |
| --------------------------------- | ------ | ------ | ------- | ------- | --------- | --------- |
| Jednostka                         | osób   | %      | osób    | %       | osób      | %         |
| Populacja                         | 18 291 | 100    | 9 635   | 52,7    | 8 656     | 47,3      |
| Gęstość zaludnienia [mieszk./km²] | 1376   | 1376   | 725     | 725     | 651       | 651       |

Według danych GUS na rok 2021 r. miasto było zamieszkiwane przez 18 291 mieszkańców.
Liczba ludności w ostatnich latach kształtowała się następująco:
| Rok  | Liczba mieszkańców |
| ---- | ------------------ |
| 2017 | 19 365             |
| 2018 | 19 198             |
| 2019 | 19 035             |
| 2020 | 18 679             |
| 2021 | 18 291             |

#### Piramida wieku
Piramida wieku mieszkańców Tomaszowa Lubelskiego w 2014 roku.
.

### Pozostałe wskaźniki demograficzne
Wskaźnik feminizacji wynosi 111.
Liczba ludności w wieku nieprodukcyjnym przypadająca na 100 osób w wieku produkcyjnym wynosi 74,5 osoby.

## Gospodarka

### Przemysł
Najbardziej rozpoznawalne przedsiębiorstwa przemysłowe, zlokalizowane w mieście to:
- RST ROZTOCZE Sp. z o.o. - producent zamków i zawiasów przemysłowych[21].
- SVZ Tomaszów Sp. z o.o. - zakład przetwórstwa owocowo-warzywnego, należący do holenderskiego przedsiębiorstwa S.V.Z. INDUSTRIAL PRODUCTS B.V.[22].
- WYTWÓRNIA SPRZĘTU KOMUNIKACYJNEGO - TOMASZÓW LUBELSKI - producent części dla przemysłu lotniczego, motoryzacyjnego i maszynowego[23]

### Handel i usługi
Tomaszów jest regionalnym ośrodkiem handlu. Na terenie miasta znajdują się liczne sklepy, dyskonty spożywcze i branżowe, centra i domy handlowe, przedsiębiorstwa transportowe, placówki bankowe i ubezpieczeniowe, jednostki terenowe operatorów energetycznych.
Przedsiębiorstwa usługowe w większej części zgrupowane są w obszarze centrum miasta, w szczególności wzdłuż ul. Lwowskiej, stanowiącą główną arterię miasta. Istotną rolę dla mieszkańców okolicznych miejscowości odgrywa targowisko miejskie wraz z organizowanym – zgodnie z tradycją – cotygodniowym, targiem. Handel hurtowy zlokalizowany jest przede wszystkim w południowej części miasta w okolicach ulic Rolniczej i Rzemieślniczej, a także w północnej części miasta w okolicach ulicy Łaszczowieckiej.

## Transport

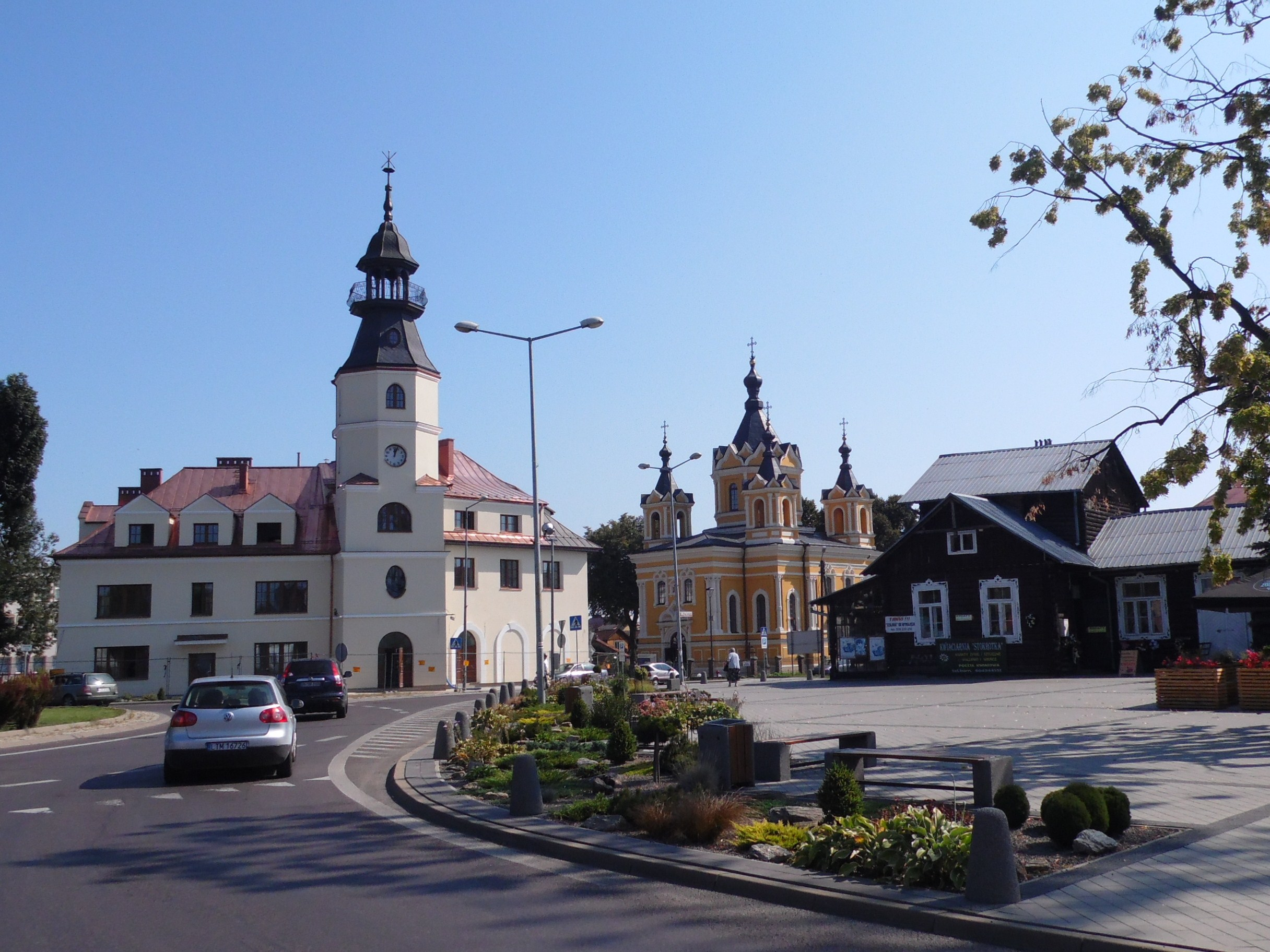
Rynek – rondo z drogą krajową nr 17

### Tranzyt
Obecnie Tomaszów jest przystankiem na drodze krajowej nr 17 łączącej Warszawę z Hrebennem. W okolicy miasta znajduje się przejście graniczne Hrebenne – Rawa Ruska. Od lat dziewięćdziesiątych XX wieku istniały plany budowy obwodnicy Tomaszowa, które były jednak systematycznie odkładane. Według obecnych planów obwodnica ma być częścią drogi ekspresowej S17. Realizację inwestycji planowano na okres po 2013 roku, jednak ostatecznie przetarg na jej wykonanie w trybie „projektuj i buduj” podpisany został 17 listopada 2017. Wykonawcą inwestycji jest firma Mota-Engil Central Europe, która zadeklarowała wykonać ją za kwotę około 193,5 mln zł.

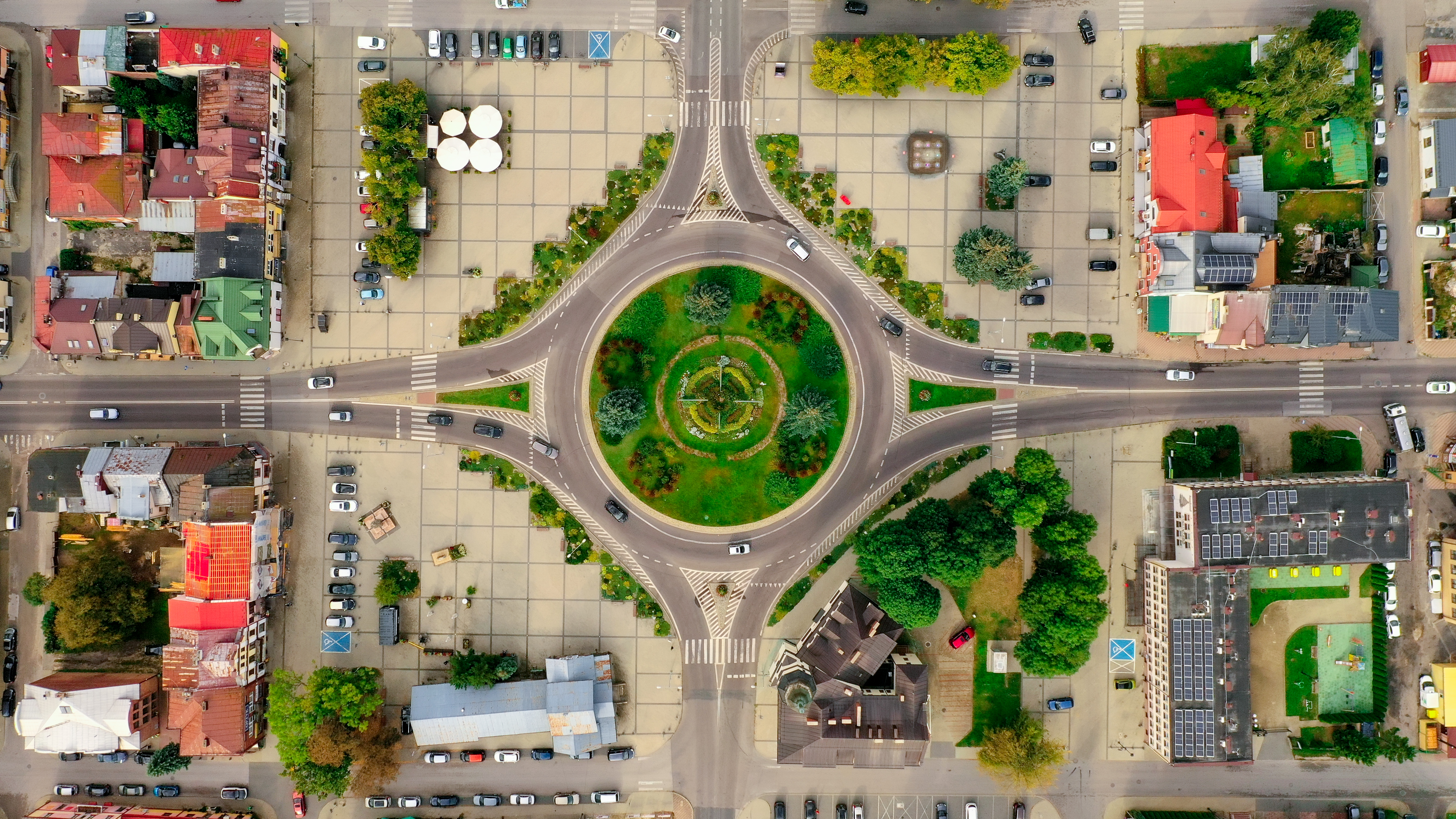
Rondo i plac miejski

### Autobusowy
Istnieje tu rozwinięta komunikacja autobusowa obsługiwana przez PKS „Wschód”, PT Tomaszów Lubelski oraz licznych przewoźników prywatnych. 11 stycznia 2012 roku podjęto decyzję o wydzieleniu z PKS „Wschód” oddzielnych spółek – tomaszowskiej i hrubieszowskiej. W ten sposób PKS Tomaszów odzyskał samodzielność.

### Kolejowy
Ruch kolejowy odbywa się dzięki stacji kolejowej Bełżec, ok. 8 kilometrów od centrum miasta. 13 grudnia 2009, po zmianach w kolejowym rozkładzie jazdy, Tomaszów i cały region Roztocza zostały pozbawione połączeń pasażerskich, co pociągnęło za sobą protesty mieszkańców. W czerwcu 2011 roku spółka Przewozy Regionalne uruchomiła pociągi Regio relacji Lublin-Bełżec kursujące dwa razy dziennie. Obecnie pasażerski ruch kolejowy odbywa się przez część roku (weekendy majowe i wakacje).

## Wspólnoty wyznaniowe

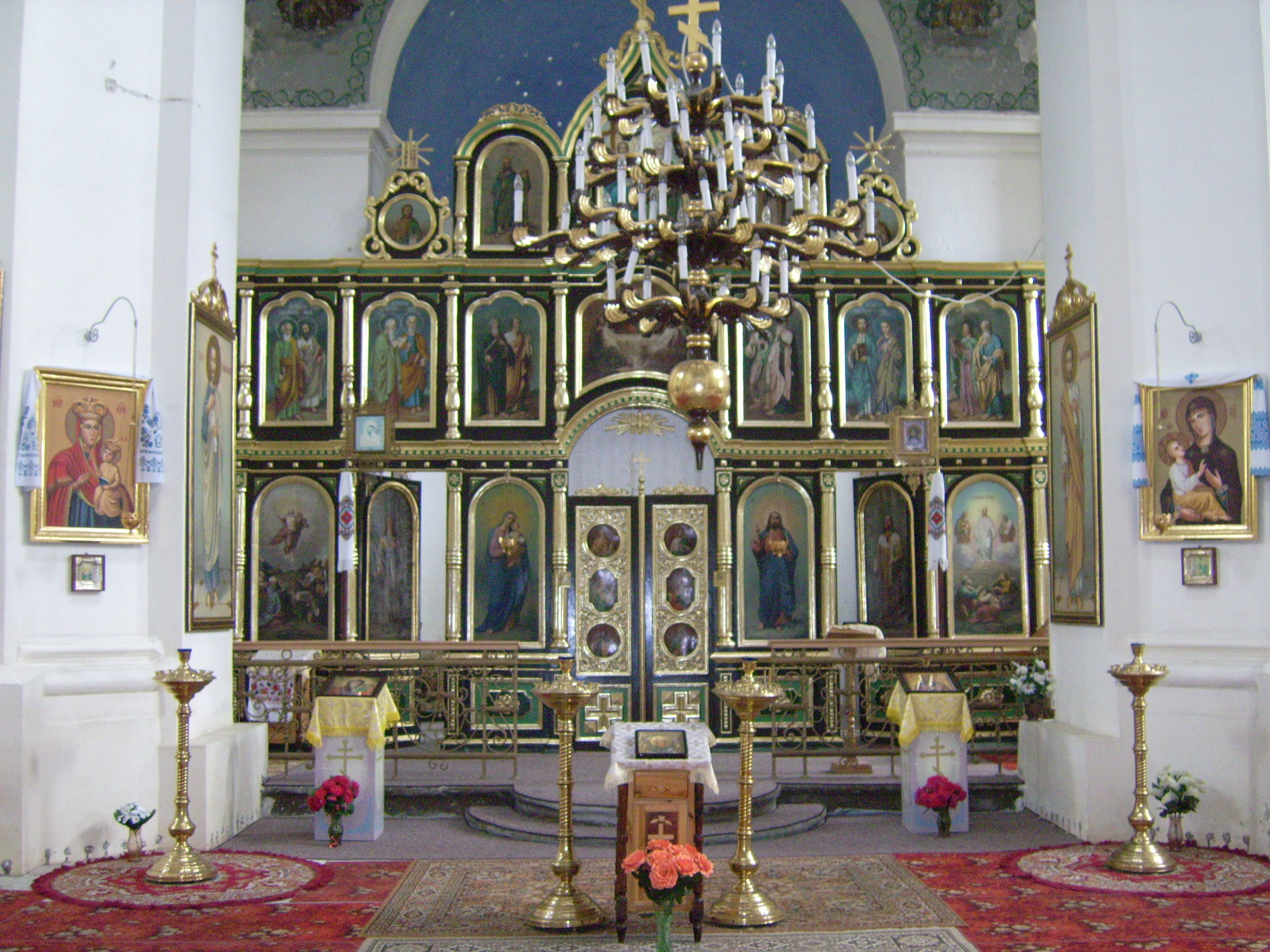
Ikonostas w tomaszowskiej cerkwi

- Chrześcijańska Wspólnota Ewangeliczna:
  - placówka misyjna w Tomaszowie Lubelskim[30]
- Kościół rzymskokatolicki (dekanaty: Tomaszów-Północ i Tomaszów-Południe):
  - parafia św. Ojca Pio
  - parafia Zwiastowania NMP
  - parafia Najświętszego Serca Pana Jezusa
  - parafia św. Józefa
- Polski Autokefaliczny Kościół Prawosławny:
  - parafia św. Mikołaja (cerkiew pw. św. Mikołaja Cudotwórcy)[31]
- Świecki Ruch Misyjny „Epifania”:
  - zbór
- Świadkowie Jehowy:
  - zbór Tomaszów Lubelski-Wschód
  - zbór Tomaszów Lubelski-Zachód (Sala Królestwa ul. gen. T. Piskora 56)[32][33].

## Sport
- Tomasovia Tomaszów Lubelski – Piłka nożna mężczyzn
- TKS Tomasovia Tomaszów Lubelski – siatkówka kobiet
- TKKK Tomaszowski Klub Karate Kyoukushin
- PKK Prywaciarz Tomaszów Lubelski

Do 1999 roku w Tomaszowie Lubelskim funkcjonował Prywatny Klub Piłkarski Piekarni Kowalskiego Prywaciarz Tomaszów Lubelski – amatorski klub piłkarski, założony w 1992 roku. Klub jak burza przechodził poszczególne szczeble rozgrywek Zamojskiego OZPN, począwszy od klasy C, ale po sezonie 1996/97 klasy międzyokręgowej zatrzymał się na 11 miejscu IV ligi. W 1997 roku przed startem rozgrywek sezonu 1997/98 Prywaciarz Tomaszów Lubelski (klasa międzyokręgowa) i Roztok Pasieki (klasa A) połączyły się tworząc klub Prywaciarz/Roztok Pasieki, który występował w chełmsko-zamojskiej Klasie międzyokręgowej (IV liga) – 15 miejsce i spadek do zamojskiej klasy okręgowej. W sezonie 1998/99 w klasie okręgowej Prywaciarz/Roztok Pasieki zajął 15 miejsce, oznaczające spadek do klasy A, jednak jako Prywaciarz/Roztok Pasieki nie przystąpił do rozgrywek zamojskiej klasy A w sezonie 1999/2000 (drużyna została rozwiązana). Prywaciarz/Roztok Pasieki jako gospodarz rozgrywał mecze na Stadionie w Pasiekach. W 1999 roku drużyna została zgłoszona do rozgrywek zamojskiej Klasy B ponownie pod nazwą PKK Prywaciarz Tomaszów Lubelski, jednak po zajęciu 2. miejsca w grupie tomaszowskiej drużyna została wycofana z rozgrywek zamojskiej Klasy B po rundzie jesiennej, a jej wyniki zostały anulowane.

## Kultura
Od 2006 roku odbywa się corocznie konwent fantastyczny Kreskon. Jest on organizowanym przez młodych fanów fantastyki (stowarzyszonych w Tomaszowskim Klubie Fantastyki „Szept Wschodu”) spotkaniem ludzi o podobnych zainteresowaniach, na którym przewidzianych jest wiele atrakcji – spotkania z autorami, konkursy, prelekcje, dyskusje i inne.
W 2008 roku odbyła się pierwsza rekonstrukcja bitew pod Tomaszowem. Udział w rekonstrukcji brały grupy rekonstrukcji historycznej z całej Polski. Od tego czasu co rok w trzecią niedzielę września odbywają się kolejne edycje.
W 2021 roku w rocznicę odzyskania przez Polskę niepodległości, odsłonięty został Łuk Zwycięstwa. Instalacja, która stanęła przed gmachem I Liceum Ogólnokształcącego im. Bartosza Głowackiego, ma upamiętniać 100-lecie Bitwy Warszawskiej oraz 100-lecie pobytu marszałka Józefa Piłsudskiego na ziemi tomaszowskiej, który przybył do Tomaszowa Lubelskiego w marcu 1921 roku. Odebrał wówczas defiladę zwycięskich wojsk, jak też odznaczył żołnierzy biorących udział w bitwie pod Komarowem. Łuk ma ponad sześć metrów wysokości i jest to jedyna tego typu budowla w Polsce. Została ona wykonana z betonu, oraz ma zdobienia z brązu. Po jednej stronie umieszczono napis „Cud nad Wisłą” i daty 1920 i 2020, a także symboliczne postaci ułana, piechura i ks. Ignacego Skorupki oraz płaskorzeźby z wizerunkiem Matki Boskiej Łaskawej i orła legionowego. Z drugiej zaś pojawił się napis „Marszałek J. Piłsudski”, a dodatkowo płaskorzeźba z wizerunkiem Józefa Piłsudskiego i daty 1921 i 2021.

## Oświata
Szkoły podstawowe:

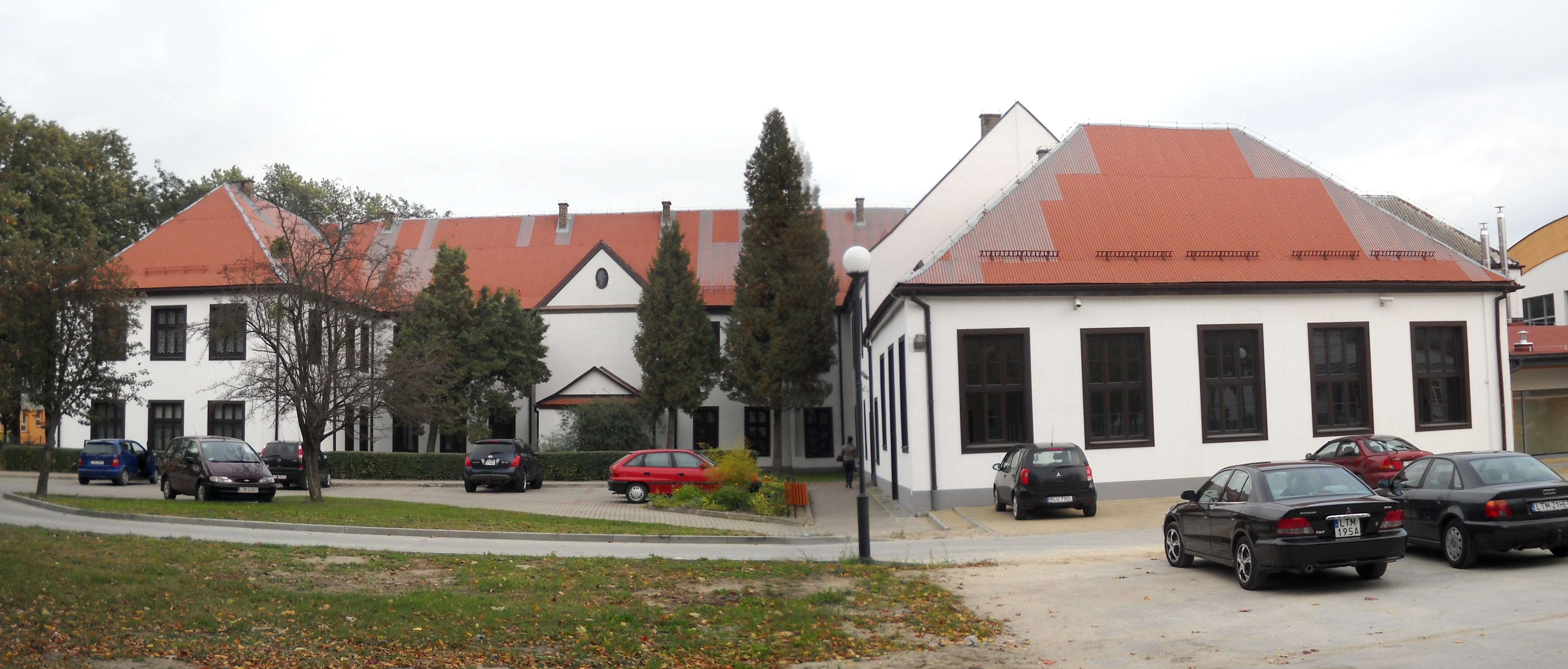
II Liceum Ogólnokształcące „Ekonomik”

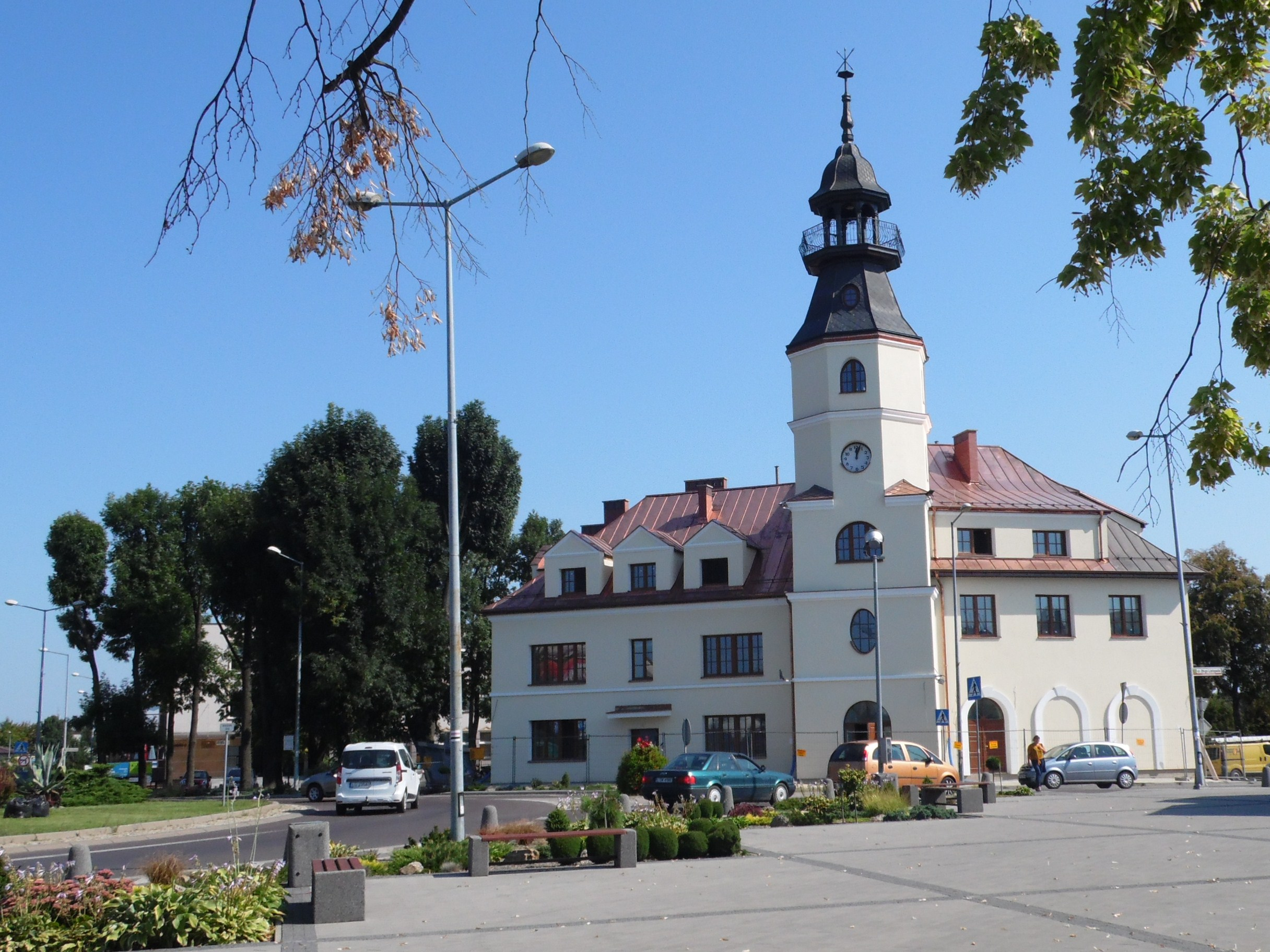
Państwowa Szkoła Muzyczna, dawniej budynek Państwowej Straży Pożarnej

- Szkoła Podstawowa nr 1 im. Orląt Lwowskich w Tomaszowie Lubelskim ul. Kopernika 4
- Szkoła Podstawowa nr 2 im. Marszałka Józefa Piłsudskiego w Tomaszowie Lubelskim ul. Żołnierzy Września 1
- Szkoła Podstawowa nr 3 im. Doktora Janusza Petera w Tomaszowie Lubelskim ul. Żwirki i Wigury 6
- Specjalna Szkoła Podstawowa im. J. Korczaka
- Niepubliczna Szkoła Podstawowa „Little Oxford” ul. Kilińskiego 7

Szkoły ponadpodstawowe:
- I Liceum Ogólnokształcące „Górka” im. Bartosza Głowackiego w Tomaszowie Lubelskim
- II Liceum Ogólnokształcące „Ekonomik” im. Gen. Władysława Sikorskiego w Tomaszowie Lubelskim
- Zespół Szkół nr 3 „Budowlanka” im. Macieja Rataja w Tomaszowie Lubelskim
- Zespół Szkół nr 4 „Mechanik” im. Jarosława Dąbrowskiego w Tomaszowie Lubelskim

Szkoły wyższe:
- KUL – Katolicki Uniwersytet Lubelski Wydział Zamiejscowy Nauk Prawnych i Ekonomicznych

Ponadto w Tomaszowie działa Specjalny Ośrodek Szkolno-Wychowawczy w ramach którego funkcjonują szkoła podstawowa, gimnazjum i szkoła zawodowa. W centrum miasta działa Państwowa Szkoła Muzyczna I Stopnia, zaś nieco dalej Medyczne Studium Zawodowe, Ośrodek Rehabilitacyjno-Edukacyjno-Wychowawczy i Świetlica Środowiskowa „Krokus”.

## Media
W mieście ukazują się obecnie dwie gazety: od 1991 roku dwutygodnik samorządowy Rewizje Tomaszowskie, a od 15 listopada 2012 roku tygodnik Echa Roztocza (w latach 2007–2012 gazeta ukazywała się pod tytułem Tygodnik Tomaszowski), wydawany aktualnie przez Wydawnictwo Agencja Rozwoju Roztocza. Nieregularnie ukazywała się w Tomaszowie także bezpłatna młodzieżowa gazetka „Πsemko” („Pisemko”) wydawana przez Stowarzyszenie Czajnia. W okresie międzywojennym władze miasta wydawały gazetę „Ziemia Tomaszowska”, a w 2001 roku, przez krótki czas, wydawane było pismo o tej samej nazwie.

## Tomaszowscy „Żołnierze wyklęci”AK/WiN
- Jan Leonowicz ps. „Burta” Dowódca Oddziału AK/WiN w rejonie Tomaszowa Lubelskiego
- Stefan Kobos ps. „Wrzos”, ostatni komendant Samodzielnego Obwodu WiN Tomaszów Lubelski

## Współpraca międzynarodowa
Miasta partnerskie:

- Kiwerce
- Żółkiew
- Rawa Ruska
- Śniatyn
- Krzemieniec
- Fastów
- Wasylków
- Grzegorzewo